# Elektroda wolframowa

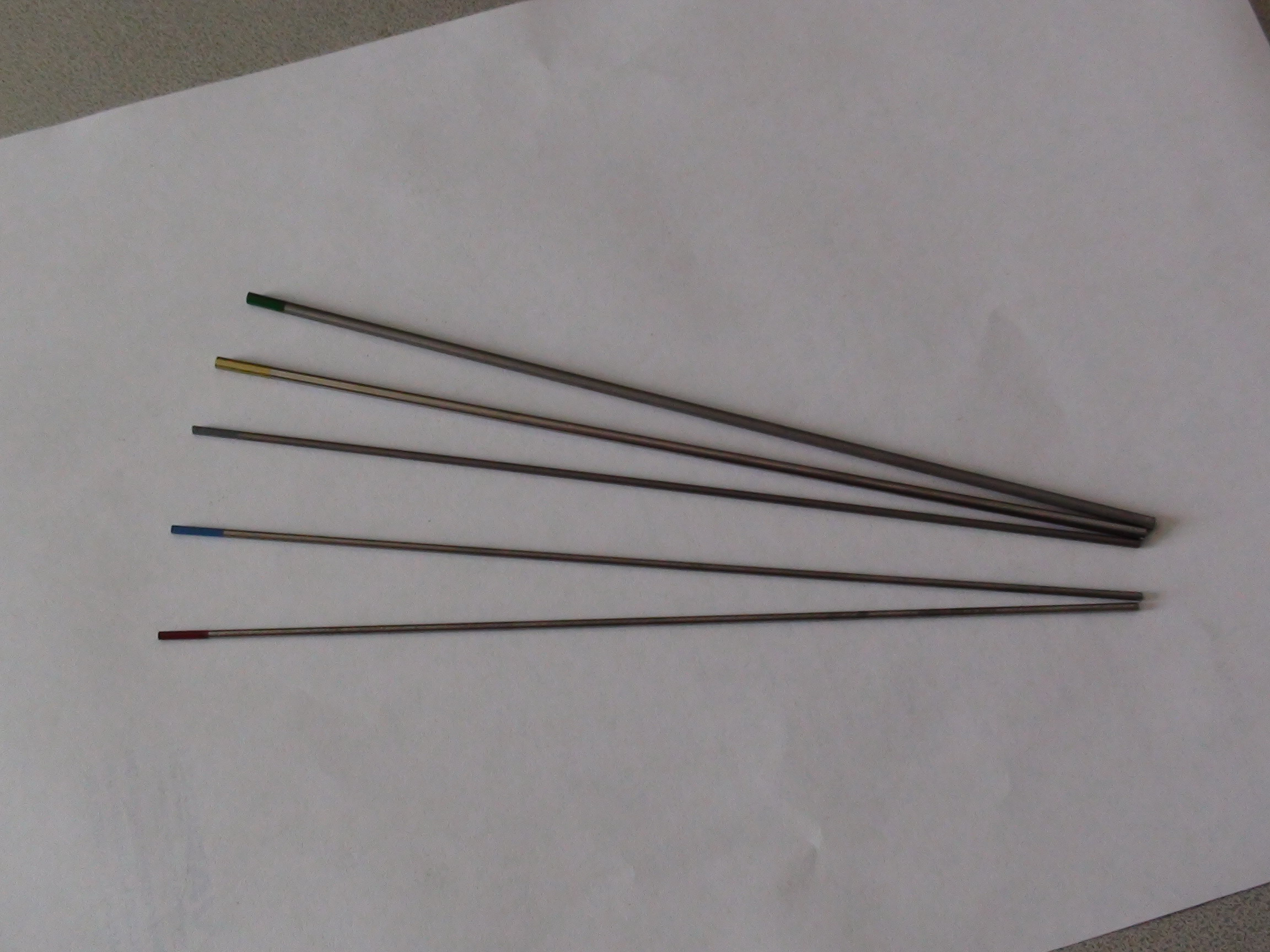
Elektrody wolframowe

Elektroda wolframowa – elektroda spawalnicza nietopliwa stosowana przy spawaniu metodą TIG. Wykonana jest z wolframu lub z wolframu z dodatkiem tlenków: toru, ceru, lantanu lub cyrkonu (według normy PN-EN ISO 6848). Spawanie odbywa się w osłonie gazowej (gaz obojętny), najczęściej w osłonie argonu, rzadziej w osłonie mieszanki argonu z helem lub samego helu.

## Oznaczenie elektrod nietopliwych[1]
- elektroda WP (zielona) – czysty wolfram
- elektroda WT20 (czerwona) – z dodatkiem tlenku toru
- elektroda WC20 (szara) – z dodatkiem tlenku ceru
- elektroda WL15 (złota) – z dodatkiem tlenku lantanu
- elektroda WZ08 (biała) – z dodatkiem tlenku cyrkonu

## Wymiary elektrod nietopliwych[1]
Długość:
- 150 mm
- 175 mm – najczęściej spotykane

Średnica:
- 1,0 mm
- 1,6 mm
- 2,0 mm
- 2,4 mm
- 3,2 mm
- 4,0 mm
- 4,8 mm
- 6,4 mm